# 大山田神社

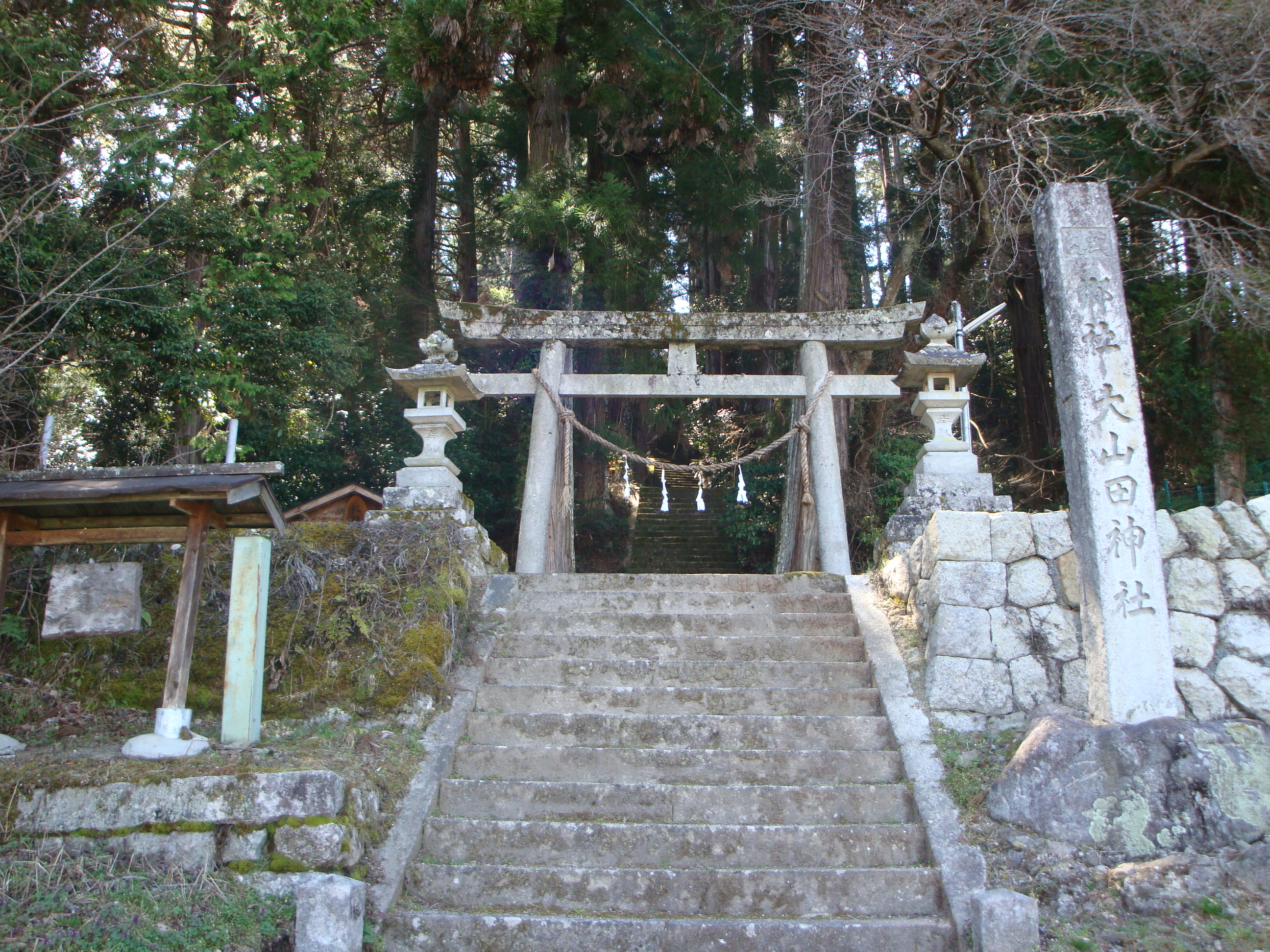
大山田神社の鳥居

大山田神社（おおやまだじんじゃ）は、長野県下伊那郡下條村に所在する神社で式内社であり、旧社格は郷社である。

## 祭神
- 主殿　大己貴命（大国主命）
- 相殿　応神天皇（八幡社）
- 相殿　八郎明神（源為朝）　江戸中期以前　建御名方命（諏訪社）

## 歴史
下條村陽皐（ひさわ）に鎮座する大山田神社は、創立年代は不明であるが、延喜式の撰上された延長5年（927年）以前の古社で、奈良末期か平安初期に創始されたと推定される。最初の鎮座地は数説があり、根本史料を欠くことより決定出来ない。移動後現在地に鎮座したと考えられる。
室町時代初期、武田氏の支流下条氏が伊那郡にきて、文明年間に下條村吉岡に城を築き、以前より祀られていた八幡宮を氏神として、鎮座地を鎮西野と改称する。永正4年（1507年）領主下条家氏が、京都より招いた宮大工吉村和泉により、八幡社殿、諏訪社殿が造営された。天正末年、下条氏は没落したが、近郷近在のこの神社に対する尊信は変わることなく、参拝者で賑わった。
慶安2年（1649年）徳川家光より鎮西野村八幡宮として、10石の朱印状が交付され、以後幕末に至るまで、代々将軍の継目朱印状が交付された。元文6年（1741年）神主鎮西清行は菅野　根ノ神社に祭られる大国主命を鎮西に移し、これを大山田神社と定め、主神とし、八幡神、諏訪神を相殿に祀り、かねて作成した、大山田神社并八幡宮記及び南部地方神主の賛同調印書を神祇管領長卜部兼雄（吉田家）に提出して承認を得た。
延享2年（1749年）、大山田神社の社殿が大工鈴木九良兵衛藤原重松によって再建された旨の棟札が残る。また、宝暦8年（1758年）、八郎明神の社殿を創建した旨の棟札が残る。八郎明神とは鎮西八郎源為朝の霊社で、元文年間には末社であった。神主鎮西家の祖とされる。江戸中期に至り、何らかの異変があり、諏訪社殿（永正4年建立）に諏訪明神の代わりに、八郎明神を祀ったと推定される。明治5年（1872年）郷社となる。
明治45年（1912年）、永正時代に造営された八幡社殿、諏訪社殿（現在は八郎明神に変更されている）が国の重要文化財に指定された。
鎮座地は長野県自然100選の一つである南限、北限の植物が約280種も繁茂していて、植物学上貴重な場所である。

## 境内
- 鳥居
- 石段
- 拝殿
- 神木

## 文化財

### 重要文化財
- 大山田神社2棟 - 明治45年（1912年）に応神天皇社と為朝社が個別に重要文化財（当時の特別保護建造物）に指定、昭和30年（1955年）に両者を統合して「大山田神社2棟」とした[1]。
  - 相殿応神天皇社本殿
  - 相殿鎮西八郎為朝社本殿

## 画像

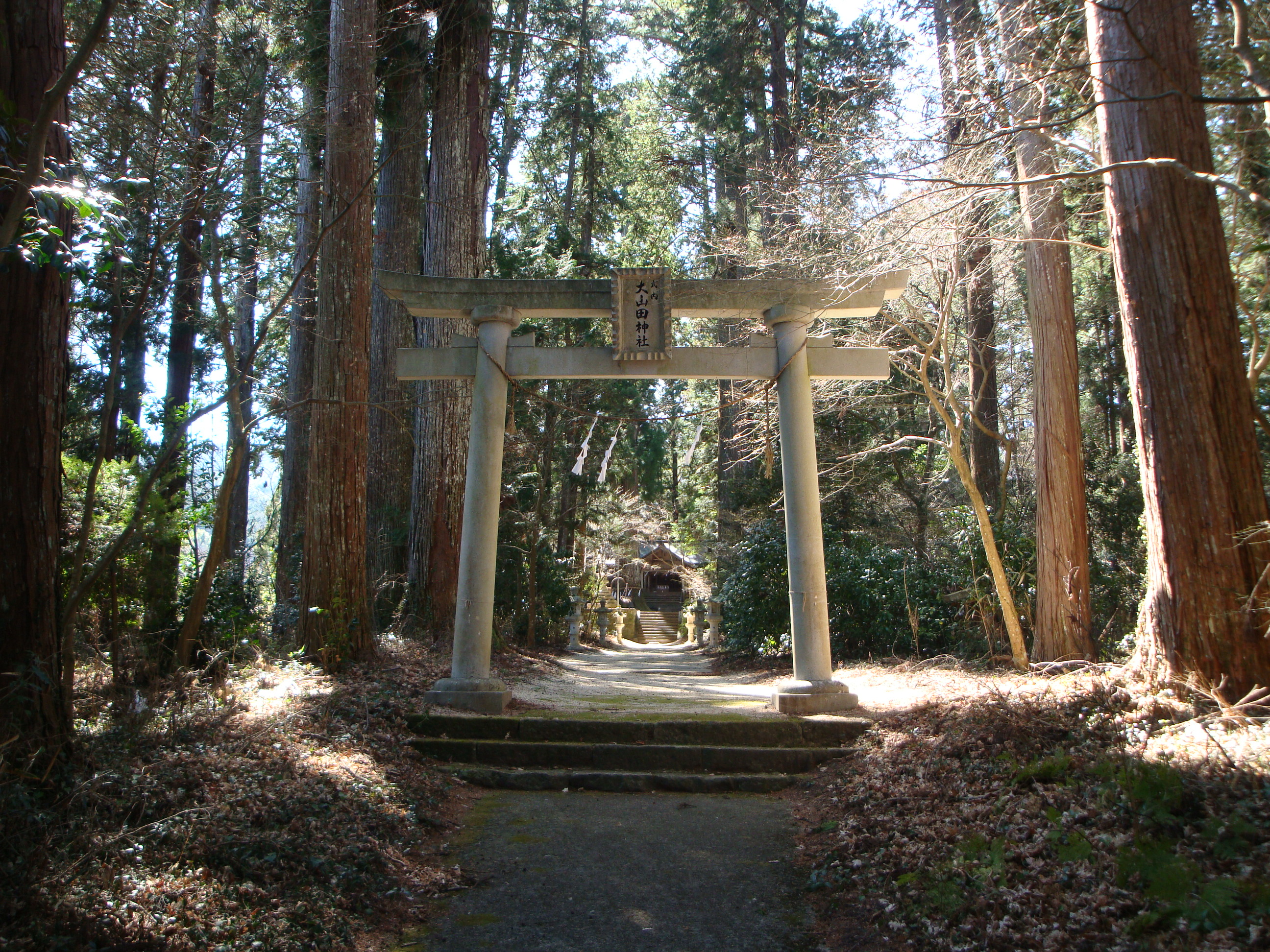
大山田神社　鳥居２　長い石段を登り切った場所
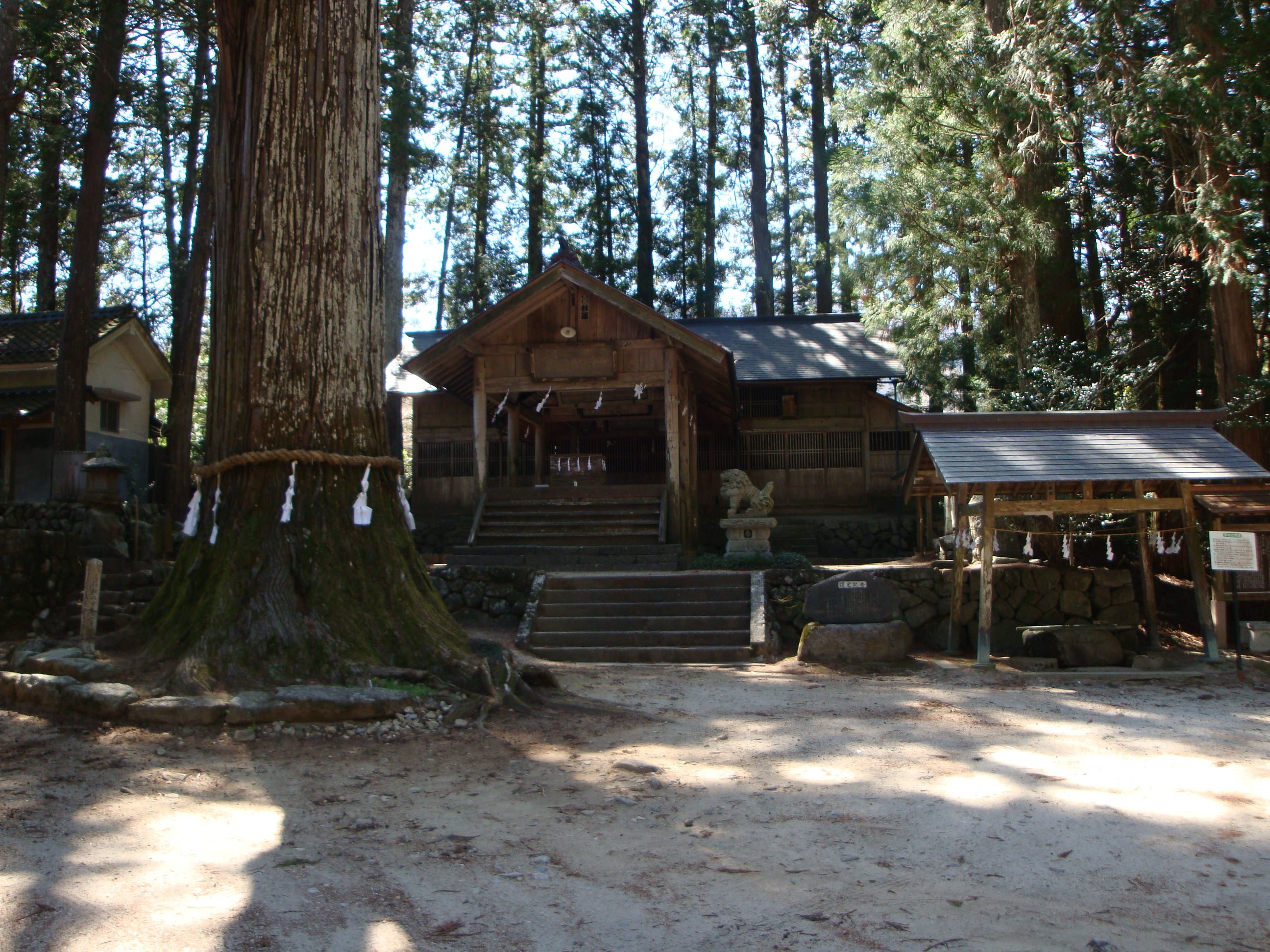
大山田神社　拝殿と覆い屋に覆われた本殿　手前に手水舎
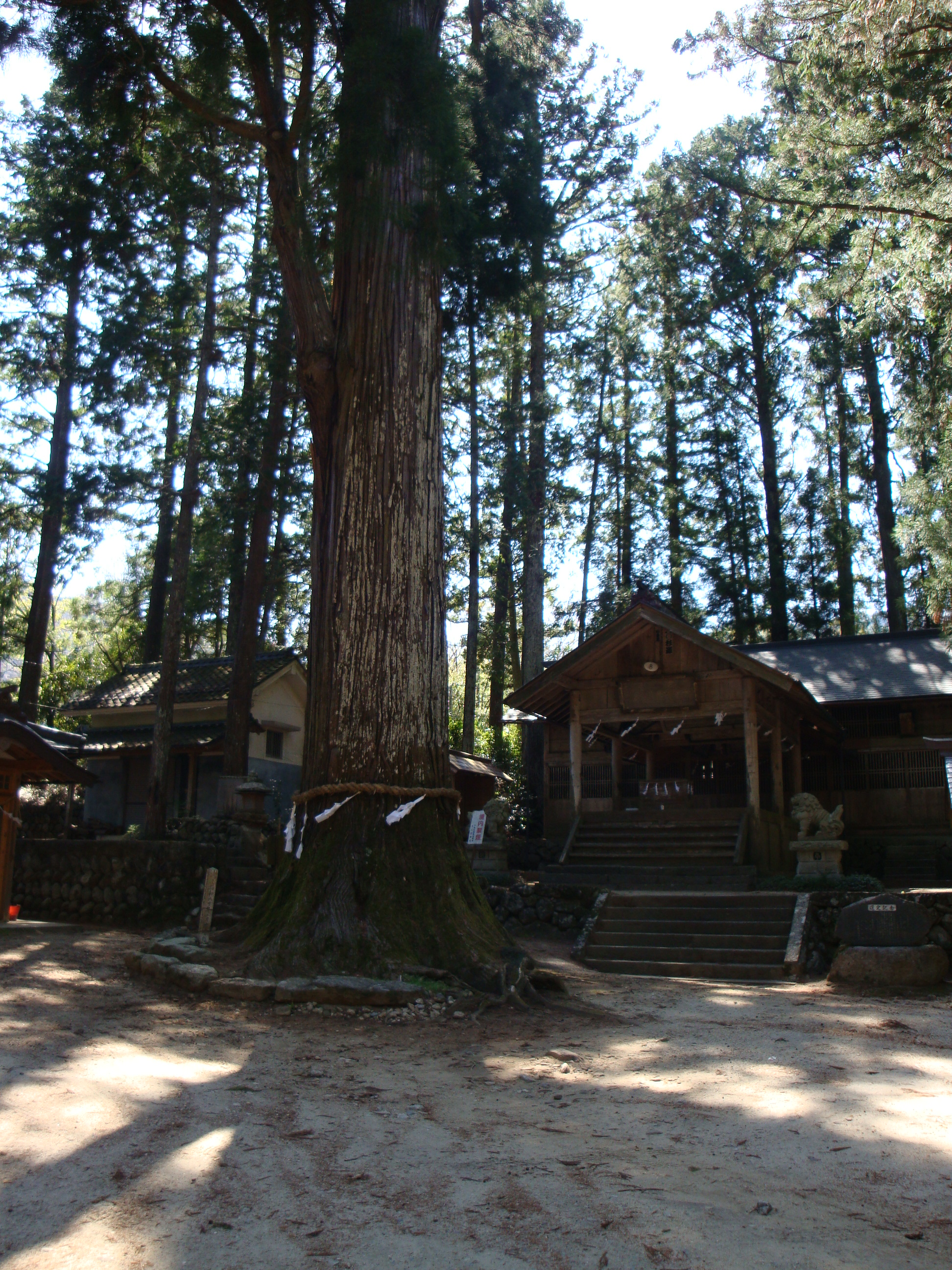
大山田神社　神木　杉の大木

## 所在地
長野県下伊那郡下條村陽皐4588